# Оскільське водосховище
Оскі́льське водосховище — велике руслове водосховище на річці Оскіл, що існувало в Харківській області у 1957—2022 роках.
Оскільське водосховище мало об'єм 474,3 млн куб. метрів, площу 122,6 кв. кілометрів. Його довжина 84,6 км, середня ширина 1,6 км, максимальна ширина 4,0 км. Водосховище розташовувалося в Ізюмському і Куп'янському районах Харківської області. Гребля водосховища довжиною 1025 метрів розташована у селі Оскіл. На водосховищі працювала Оскільська ГЕС.
Колишня назва — Червонооскі́льське водосховище.

## Історія
Будівництво водосховища почалося в 1957 році. 6 грудня 1957 року було завершено будівництво греблі водосховища у селі Оскіл за 10 км від гирла річки Оскіл. Наповнення водосховища почалося в березні 1958 року і тривало до весняного водопілля 1959 року. Хоча водосховище використовується для потреб районів, через які воно проходить, і роботи Оскільської ГЕС, основне призначення водосховища було наповнення каналу Сіверський Донець — Донбас в літню пору року. Цей канал був побудований до 1959 року для постачання Донбасу прісною водою. У літню пору канал споживає води більше, ніж звичайна течія усього Сіверського Дінця в посушливі роки, тому для рівномірності витрат води Оскільське водосховище зберігало воду весняного водопілля для живлення каналу. Спуск води з Оскільського водосховища синхронізується з роботою каналу. До 1982 року було завершено першу чергу каналу Дніпро — Донбас, який наповнює Сіверський Донець водою Дніпра. Після цього роль Оскільського водосховища зменшилася, однак воно і надалі входило до гідравлічних систем каналу Сіверський Донець — Донбас та синхронізувало свій спуск з роботою каналу.
Під час російського вторгнення оскільський гідровузол було підірвано. Дамба Оскільського водосховища була зруйнована у вересні 2022 р., коли через контрнаступ Збройних сил України російська армія залишила позиції у Харківській області. 12 вересня російські інженерно-саперні підрозділи замінували та підірвали щит першого затвора і дорожнього перекриття між будівлею ГЕС та галереєю стаціонарних механізмів. З 13 по 30 вересня російські бомбардувальники регулярно обстрілювали греблю фугасними та керованими авіабомбами типу ФАБ-250, ФАБ-500, ОФАБ-500ШЛ та КАБ-1500. Руйнування дамби призвело до неконтрольованого витоку води з акваторії водосховища на площі понад 120 кв. км. Водосховище втратило до 70 відсотків води. Розмито родючі ґрунти, під загрозою знищення опинилися тварини й рослини, відбулися катастрофічні зміни в природно-техногенній екосистемі річки Сіверський Донець. Навколишньому природному середовищу заподіяно шкоду на загальну суму майже 4 млрд гривень.

## Основні параметри водосховища
- нормальний підпірний рівень — 72,5 м;
- форсований підпірний рівень — 74,8 м;
- рівень мертвого об'єму — 65,5 м;
- повний об'єм — 435,1 млн м³;
- корисний об'єм — 409,0 млн м³;
- площа дзеркала — 12300 га;
- довжина — 139 км;
- середня ширина — 0,88 км;
- максимальні ширина — 0,50 км;
- середня глибина — 3,88 м;
- максимальна глибина — 10,50 м.

## Основні гідрологічні характеристики
- Площа водозбірного басейну — 14700 км²;
- Річний об'єм стоку 50 % забезпеченості — 1210 млн м³;
- Паводковий стік 50 % забезпеченості — 650 млн м³;
- Максимальні витрати води 1 % забезпеченості — 2600 м³/с.

## Склад гідротехнічних споруд
- Лівобережна земляна намивна гребля довжиною 570 м, висотою — 20 м, шириною — 10 м, закладення верхового укосу — 1:4, низового — 1:2,5;
- Правобережна земляна намивна гребля довжиною 360 м, висотою — 11 м, шириною — 10 м, закладення верзового укосу — 1:5, низового — 1:3;
- Водозливна бетонна гребля із п'яти прольотів шириною кожного по 12 м, обладнані плоскими колісними затворами висотою 9,25 м;
- Будівля ГЕС шириною 18,5 м, із двох гідроагрегатів встановлені потужністю — 3,14 МВт.

## Використання водосховища
Оскільське водосховище використовувалося для господарсько-питного та технічного водопостачання Донбасу, зрошення і сільськогосподарського водопостачання, обводнення річок, гідроенергетики, а також, рибного господарства. Так, наприклад, на початку листопада 2021 року до водосховища було випущено 28,8 тис. екземплярів дволіток риби, загальною вагою 3,2 тонни. При цьому, «вселення водних біоресурсів відбулося за рахунок коштів користувача — спеціального товарного рибного господарства, що здійснює рибогосподарську діяльність на Оскільському водосховищі», — про це було повідомлено у Держрибагентстві України.

## Затоплені поселення
Серед затоплених сіл були: Павликівка, Радьківка та інші. Ряд сіл було перенесено із зони затоплення зі збереженням старих назв — Комарівка, Гороховатка та ін.